# すずめ踊り
すずめ踊り・雀踊り（すずめおどり）とは、19世紀頃に流行したと言われる奴踊りの一種で、奴装束に笠をかぶり三味線と歌に合せ雀の動作を真似た踊りである。

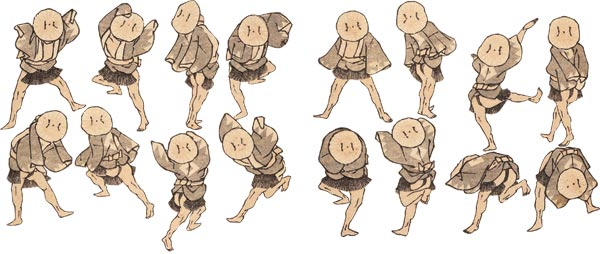
葛飾北斎画：『北斎漫画』『雀踊』

また、宮城県仙台市の仙台青葉まつりで踊られている踊りも「すずめ踊り」と名付けられている。
こちらの踊りは即興的要素が強いのが特徴である。

## 和歌山県御坊市の「雀踊」
和歌山県御坊市の小竹八幡宮の秋例大祭で10月に奉納されている。
宝永年間に京より指導者を招き神に五穀豊穣を感謝するために稲が実るまでの農作業を踊りにしたものと伝えられ、
和歌山県無形民俗文化財にも指定されている。

## 宮城県仙台市の「すずめ踊り」
1603年（慶長8年）の仙台城（青葉城）落成の時に踊られたとされる伝承を元に、1985年（昭和60年）から仙台市が主催して始まった「仙台・青葉まつり」において現代的に創作された踊り。仙台市の様々な観光イベントで踊られている。
複数の踊りの種類があるが、伝統的なものよりも現代的なものの方が市民に浸透し、「すずめ踊り」と言えば現代的なものの方、特に『新・仙台すずめ踊り』の「ハネすずめ」を各自アレンジしたものを指すようになった。
仙台市には、市が主催者の1つである仙台・青葉まつりと、市民ボランティアで構成される実行委員会が主催のみちのくYOSAKOIまつりの2つの大きな踊り中心の祭りがあるが、市が主催する観光イベント等で披露されるのはこの踊りである。

### 仙台のすずめ踊りの種類
現在は、『新・仙台すずめ踊り』の「ハネすずめ」を各々の祭連が踊り・音楽をアレンジしたものが主流となっている。
| 現名称             | 現名称         | 説明 |
| ------------------ | -------------- | --- |
| 正調雀踊り         | 正調雀踊り     | 元々「すずめ踊り」と言えば「はねこ踊り」と呼ばれているこれを指したが、現在はこの呼称で呼ばれる。「仙台・青葉まつり」が始まった頃には、伝承者が3人まで減少していた。扇子は右手に一本だけ持ち、時計回りに弧を描くように回すのが特徴。 |
| 仙台・雀おどり     | 仙台・雀おどり | 「正調すずめ踊り」をもとに仙台市立第一中学校で復元されたもの。 |
| 新・仙台すずめ踊り | ハネすずめ     | |
| 新・仙台すずめ踊り | 舞すずめ       | |

現在、「仙台・青葉まつり」では「新・仙台すずめ踊り」を『仙台すずめ踊り』と呼んでいる。
また、上記4種類のすずめ踊りのうち、「ハネすずめ」にクラシック・バレエやモダン・ダンスの要素を取り込んだものが、一般に「すずめ踊り」と言われているものだとするのが一般的な見方である。

### 仙台すずめ踊りの踊り方
笛・鉦・大太鼓・小太鼓などの二拍子の伴奏に乗って踊る。基本の動きは、中腰でやや前かがみの姿勢で、両手には扇子を持ち体の前で8の字の形を描くように振り、足は二拍子に合わせて交差させるステップである。もともと即興の踊りであったことから、基本の動き以外は自由であり、祭連ごとにそれぞれの個性ある踊りが行われている。衣装は鯉口シャツの上に腹掛け、ハッピ。下半身は股引で、足は足袋または雪駄が一般的である。

### 仙台すずめ踊りの祭連
祭連（まづら）とは、1つの踊りのグループの事。祭連は踊り方とお囃子方によって構成され、人数には特別決まりはなく、10人未満のものから100人を超えるものまでさまざまである。これらの祭連によって「仙臺すずめ踊り連盟」（2001年結成）が構成されているが、すべての祭連が加入しているというわけではない。

### 仙台すずめ踊りの歴史
仙台城（北緯38度15分11.4秒 東経140度51分23.2秒 / 北緯38.253167度 東経140.856444度）の石垣の石工として泉州・堺から仙台に来ていた職人たちが、1603年（慶長8年）の仙台城移徙式（新築移転の儀式）の祝いの席において、浮かれて跳ね踊った踊りが元になっているという。「伊達政宗の前で堺石工4人が踊った」とする記述がなされる場合もある。しかし、実際には伊達政宗の前で踊られたことを示した文書は一切存在せず、おそらく後世の創作と思われる。
その後、石工衆は仙台城の城下町の石切町（北緯38度16分16.5秒 東経140度51分4.3秒。現在の仙台市青葉区八幡2丁目の一部）にそのまま住み続けることになり、即興であったこの踊りを「はねこ踊り」と呼んで伝承していった。（以下、これを『正調雀踊り』と書く）。
『正調雀踊り』は、大崎八幡宮や石切町内の瀬田谷不動尊（石尊神社、北緯38度16分19.2秒 東経140度51分4.1秒）の祭礼に奉納されていたが、戦後混乱期以降は伝承者が次第に減少した。1961年（昭和36年）11月5日、途絶えていた踊りを、石切町が学区内にあたる仙台市立第一中学校（北緯38度16分22秒 東経140度50分45.5秒 / 北緯38.27278度 東経140.845972度）の真山泰校長（当時）が、石切町の住民の記憶をもとに徒手体操の動きも加えた形で復元して『仙台・雀おどり』と名付けられた。1963年（昭和38年）9月7日には同校に「雀おどり保存会」が結成され、女子生徒が体育の授業で『仙台・雀おどり』を学び、伊達政宗に関する諸行事、地区の行事、同校の文化祭等で踊るようになった。
『すずめ踊り』の名称の語源について、「踊る姿が餌をついばむスズメに似ていることから」とか、「伊達家の家紋の1つ「竹に雀」にスズメが描かれていることから名付けられた」などの説は、この頃に新たに作られたものと考えられる。
1985年（昭和60年）に第1回「仙台・青葉まつり」が開催されると、同校の生徒が参加して『雀おどり』を披露し、翌年の第2回ではそれまで輪踊りだったものをパレード形式に変更して披露した。

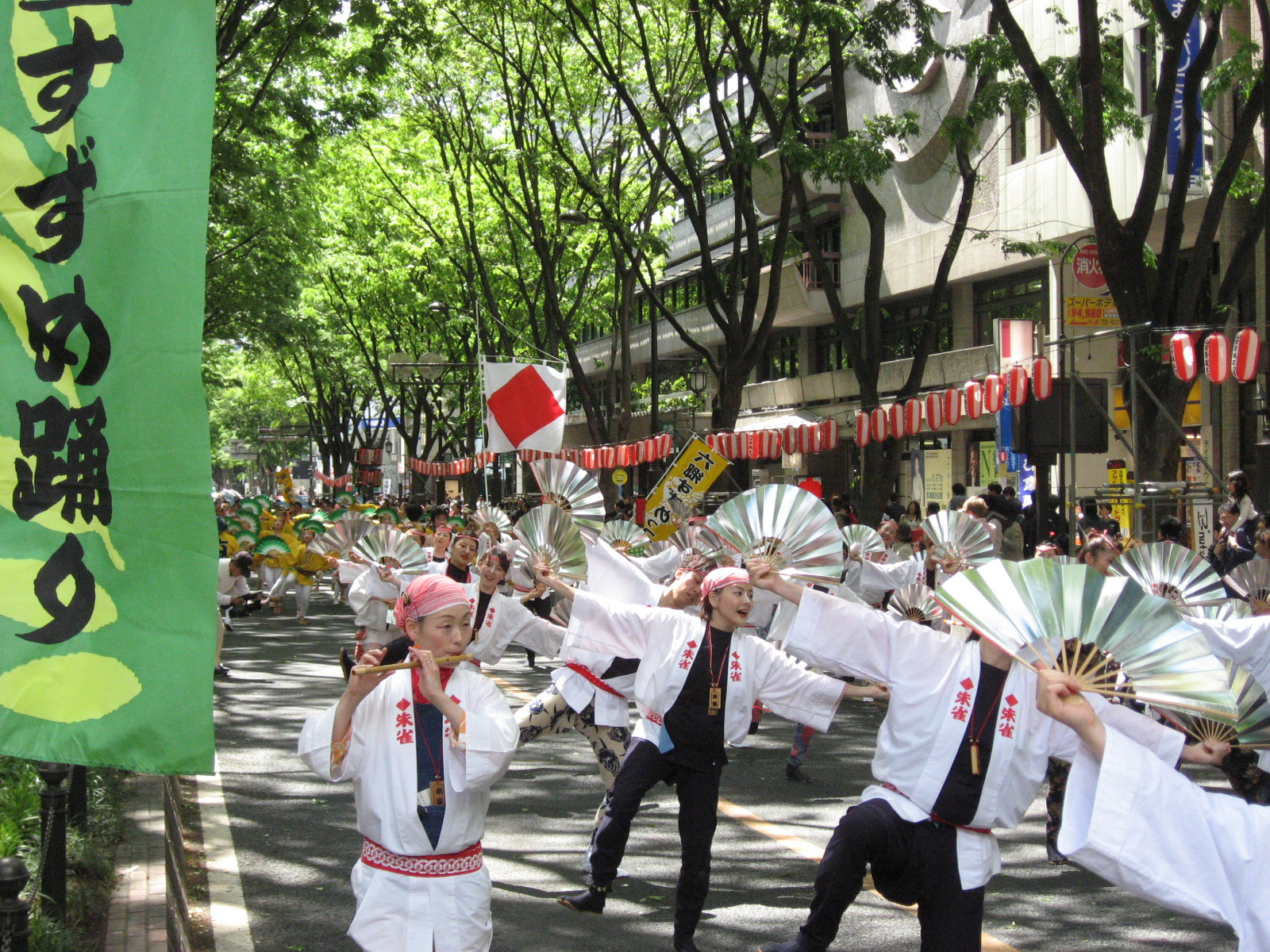
仙台・青葉まつりの定禅寺通り会場での『新・仙台すずめ踊り』の様子

1987年（昭和62年）の第3回「仙台・青葉まつり」では、『正調雀踊り』伝承者の石工・黒田虎雄の指導のもと、仙台・青葉まつり協賛会が作曲家の榊原光裕や舞踊家に依頼して伝統芸能の枠を取り払って現代風の踊りとして作り直した『新・仙台すずめ踊り』を創作した。
『新・仙台すずめ踊り』は、『正調雀踊り』では1本の扇子で踊られていたものを2本の扇子を両手に持ち自由に跳ねながら踊る「ハネすずめ」と、優雅に舞う「舞すずめ」の2つが考案された。囃子についても『正調雀踊り』よりテンポを速くし、楽器に鉦を加えた。
翌1988年（昭和63年）の第4回「仙台・青葉まつり」では新・仙台すずめ踊りコンテストも開催された。このときは、17組、約300人の参加であったが、その後、年々参加する祭連や踊り手が増加し、「仙台・青葉まつり」以外でも踊られるようになった。
1990年代には、コンテスト優勝祭連などが徳島阿波踊りに派遣されるようになり、1970年（昭和45年）に観光姉妹都市を締結をして以来、仙台七夕まつりと徳島阿波踊りとの間で行われていた交流に変化をもたらした。
2003年（平成15年）には、仙台・青葉まつりとは別に「夏まつり・仙台すずめ踊り」が西公園で始まった。宮城野通りの完成に伴い、翌年から宮城野通りを会場に7月下旬に開催されている。
また、同2003年（平成15年）のみちのくYOSAKOIまつりに参加した大阪府堺市のYOSAKOIチームが、そこで踊られていたすずめ踊りを見、堺との繋がりを知って堺でのすずめ踊りの普及に尽力するようになり、2005年（平成17年）には堺石工衆の故郷である堺市に約400年振りに「里帰り」して仙台の祭連がすずめ踊りを披露した。以後、堺市にも祭連が複数生まれ、仙台の祭連が堺まつりに、堺の祭連が仙台・青葉まつりに参加するなど、両市のすずめ踊り愛好者の間の交流が始まった。
2006年（平成18年）には、「どんとロード八幡雀踊りフェスタ」が国道48号（作並街道）の八幡町地区で始まった。2001年（平成13年）の八幡町共同溝工事の完成に伴い、国道48号の八幡町区間を大崎八幡宮のどんと祭に因んで「どんとロード」と名付け、「どんとロード八幡フェスタ」が毎年開催されていたが、八幡町地区の石切町で「正調雀踊り」が伝承されてきたことに因んで、すずめ踊りを同フェスタで同時開催するようになった。

### 仙台すずめ踊りが参加する主な祭り
すずめ踊りが祭りの中心の1つ
- 5月上旬 仙台・青葉まつり いちばん踊り（青葉区・東一番丁通り）仙台・青葉まつりの1週間前に開催
- 5月中旬 仙台・青葉まつり（仙台市都心部各地）
- 7月下旬 夏まつり・仙台すずめ踊り（宮城野区・宮城野通り）
- 9月上旬 どんとロード八幡雀踊り（青葉区・国道48号の八幡町区間）

他の祭りへの参加
- 6月上旬 とっておきの音楽祭（仙台市都心部各地）
- 8月6日 - 8日 仙台七夕まつりのイベント（仙台朝市）

### その他
- 8月 阿波踊り（徳島県｜徳島市） … 観光姉妹都市の縁で参加
- 10月 堺まつり（大阪府｜堺市） … 堺石工の縁で参加
- 10月下旬 日本橋・京橋まつり（大江戸活粋パレード）（東京都中央区）